# موسی، پاکستان
موسی (به انگلیسی: Musa) یک منطقهٔ مسکونی در پاکستان است که در ناحیه اتک واقع شده‌است. موسی ۳۱۴ متر بالاتر از سطح دریا واقع شده‌است.